# راي سميث (عداء مشي)
راي سميث (بالإنجليزية: Ray Smith)‏ هو عداء مشي أسترالي، ولد في 12 أغسطس 1929، وتوفي في 4 يونيو 2010.

## وصلات خارجية
- راي سميث على موقع النتائج التاريخية لألعاب القوى الأسترالية (الإنجليزية)
- راي سميث على موقع أوليمبيديا (الإنجليزية)